# Василис Торосидис
Василеиос „Василис“ Торосидис (грч. Βασίλης Τοροσίδης; Ксанти, 10. јун 1985) бивши је грчки фудбалер и репрезентативац. Прославио се у Олимпијакосу. Био је капитен Олимпијакоса после Алипидониса Николоподиса који је завршио каријеру 2009. Играо је најчешће на позицијама десног бека и десног крила.

## Олимпијакос
Прву утакмицу је одиграо 2007. године у Лиги Шампиона против њиховог великог ривала ПАОК-а. У тој утакмици је постигао један гол. После шест година за њега су били заинтересовани Њукасл јунајтед, Рома и Наполи. После неколико дана преговора са Ромом одлучио је да пређе у тај клуб.

## Рома
После преласка одмах је заиграо у МЛС купу. Дебитовао је против Манчестер јунајтеда 13. јула 2013. године. Играо је против Интера где је постигао два гола. Тада су изгубили 3-2.

## Трофеји
Олимпијакос
- Суперлига Грчке (6) : 2006/07, 2007/08, 2008/09, 2010/11, 2011/12, 2012/13, 2019/20.
- Куп Грчке (4) : 2007/08, 2008/09, 2011/12, 2012/13, 2019/20.
- Суперкуп Грчке (1) : 2007.